# Manco Inca
Manco Inca (kecz. Manqu Inqa), (ur. ok. 1515, zm. 1544) – szesnasty Inka władający państwem Inków ze stolicą w Cuzco.

## Życiorys
Jego ojcem był Huayna Capac. Po śmierci Huascara i Atahualpy, Manco Inca został koronowany w roku 1533 przez hiszpańskiego konkwistadora Francisco Pizarro na władcę marionetkowego państwa. Zdołał jednak zbiec i stworzyć armię, która w 1536 roku oblegała Cuzco, inkaską stolicę zajętą przez Hiszpanów.
W wyniku technologicznej przewagi Hiszpanów oblężenie przerwano po dziesięciu miesiącach. Manco Inca kontynuował partyzancką walkę z Hiszpanami w oparciu o twierdzę Ollantaytambo do czasu, gdy został podstępnie zamordowany.
Manco Inca miał również starszego brata, Huascara.